# Коллинг-Петтерссон, Анн-Софи
Элин Анн-Софи Коллинг-Петтерссон (швед. Elin Ann-Sofi Colling-Pettersson), в замужестве Сальтин (Saltin; род. 1 января 1932, Стокгольм) — шведская гимнастка, чемпионка Олимпийских игр 1952 года, серебряный и бронзовый призёр Олимпийских игр 1956 года, в том числе единственная шведская гимнастка, завоевавшая олимпийскую медаль в индивидуальном зачёте.

## Биография
Выступала за студенческий клуб Stockholms Studenters IF. В 1950-е годы была ведущей шведской гимнасткой.
В Шведском национальном чемпионате Коллинг-Петерсен не было равных с 1951 по 1958 год.
В 1950 году на Чемпионат мира по спортивной гимнастике в Базеле поделила золотую медаль с Гертрудой Колар из Австрии на кольцах/брусьях и завоевала серебряную медаль в многоборье, а также стала чемпионкой мира в командном зачёте.
В 1952 году она выступала на Летних Олимпийских играх в Хельсинки и выиграла золотую медаль в командных упражнениях с предметом, опередив сборную СССР с результатом 74,2 балла.
На Чемпионате мира 1954 года в Риме показала одинаковый с Тамарой Маниной результат в опорном прыжке, выиграв золотую медаль.
На Летних Олимпийских играх в Мельбурне в 1956 году сборная Швеции в точности повторила достижение предыдущих соревнований, набрав 74,2 балла в командных упражнениях с предметом, но этого не хватило, чтобы опередить спортсменок из Венгрии, и Петтерссон досталась только серебряная медаль.
В конце спортивной карьеры гимнастка выиграла золотые медали национального чемпионата в 1960 в 1961 годах.
После ухода из большого спорта, Анн-Софи Петтерссон окончила образование, получив степень доктора, и вышла замуж за спортивного исследователя Бенгта Сальтина.